# Belén Landáburu
María Belén Landáburu González (Burgos, 20 de març de 1934) és una advocada i política espanyola, procuradora en Corts i consellera nacional del Movimiento durant la dictadura franquista, i senadora per designació reial entre 1977 i 1979.
La seva participació va ser decisiva perquè es rebaixés la majoria d'edat legal de les dones dels 25 a 21 anys, equiparant-la a l'home establerta en la Llei de 22 de juliol de 1972.
Va formar part de la ponència de la Llei per a la Reforma Política de 1977, l'única dona que va participar en aquest procés.

## Biografia
Va ser Procuradora en Corts de representació familiar escollida per la província de Burgos. (Accedeix als 33 anys a les Corts i una de les procuradores més joves). Adscrita a l'ala social del falangisme. Regidora central del Servei Social, secretària general de la Federació de Mestresses de Casa, consellera del Fons d'Ordenació i Regulació de les Produccions i Preus Agraris (FORPPA). Vocal de la Junta de Govern del Grup Espanyol de la Unió Interparlamentària, membre titular de l'Institut Internacional d'Estudis de Classes Mitjanes, membre de la Unió Internacional d'Organismes Familiars, directora del Gabinet Tècnic de la Família, consellera nacional en representació de les estructures bàsiques (Família), secretària segona del Consell Nacional del Movimiento. També va ser representant d'Espanya davant la condició jurícia i social de la dona del consell Econòmic i social de l'ONU i Vocal de la Comissió General de Codificació.
Assegura que la seva vocació política va néixer a la Universitat: «El que m'encoratja en aquests moments és pensar que d'aquí a uns anys, quan els espanyols hàgim aconseguit maduresa política suficient, es podrà dir en una entrevista el que ara es diu en els aparts».
Al començament de la dècada de 1970 va fundar, amb Isabel Cajide, la revista Artes.

### Aportacions al Codi Civil
Membre de l'Associació Espanyola de Dones Juristes, presidida per María Telo, que intervindria després en la modificació del Codi Civil, la seva participació va ser decisiva perquè es rebaixés la majoria d'edat legal de les dones dels 25 a 21 anys, equiparant-la a l'home en la Llei de 22 de juliol de 1972.
Els treballs encaminats a la reforma del Codi Civil, van donar lloc a la constitució d'una Secció Especial de la qual van formar part quatre vocals femenins. El 17 de gener de 1973 es va celebrar, amb l'assistència del ministre de Justícia, Antonio Mª de Oriol y Urquijo, la primera sessió de la Secció Especial, creada per a «estudiar les incidències que els canvis socials puguin haver produït en el Dret de família i la formulació en el seu cas de la corresponent proposta».
Aquestes quatre dones juristes van ser María Telo; Carmen Salinas Alfonso, Assessora jurídica de la Secció Femenina; Concepción Serra Ordóñez, especialitzada en dret de família i causes de separació matrimonial; i Betlem Landáburu, pertanyent a la Secció Femenina i protagonista de la reforma del Codi de l'any 1972.

## Distincions
- Gran Creu de l'Orde Civil del Mèrit Agrícola (1973)[5]
- Gran Creu de l'Orde Civil de Beneficència (1976)[6]
- Encomana amb Placa de l'Orde de Cisneros